# Tintin : Le Temple du Soleil (comédie musicale)
 (août 2020).
Si vous disposez d'ouvrages ou d'articles de référence ou si vous connaissez des sites web de qualité traitant du thème abordé ici, merci de compléter l'article en donnant les références utiles à sa vérifiabilité et en les liant à la section « Notes et références ».
 (décembre 2018).
 (décembre 2018).
Pour les articles homonymes, voir Temple du Soleil.
Tintin, le Temple du Soleil (Kuifje, de Zonnetempel en néerlandais) est une comédie musicale belge de Seth Gaaikema, inspirée des albums de bande dessinée Les Sept Boules de cristal et Le Temple du Soleil des Aventures de Tintin de Hergé.
La musique du spectacle produit par Marc Besson et Wouter Boits est de Dirk Brossé, alors que Frank Van Laecke était responsable de la mise en scène. Le spectacle a été adapté pour la langue française par Didier van Cauwelaert mis en scène par Eric Lefèvre.
La version originale en néerlandais a fêté sa première le 15 septembre 2001 à Anvers ; la version française le 23 mars 2002 au Palais des Beaux-Arts de Charleroi.
64 décors ont été créés pour cet évènement, dont le plus impressionnant fut une véritable chute d'eau, celle dans laquelle Tintin et Milou tombent après que leur corde a lâché. 
En tout, plus de 250 000 spectateurs ont vu le spectacle à Anvers ou à Charleroi. La version française qui devait être montée à Paris à l'automne 2003 a été reportée deux fois avant d'être annulée.

## Synopsis

### Acte 1
Une expédition de sept scientifiques, l'expédition Sanders-Hardmuth, découvre la tombe de la momie Inca Rascar Capac et provoque la colère du dieu Soleil. Une malédiction descend sur eux. Entre-temps Tintin et Milou arrivent dans le train de Moulinsart et Tintin parle à un autre voyageur du retour récent du Pérou de l'expédition. Ce dernier prédit que tout finira mal, l'expédition ayant profané les chambres funéraires des Incas comme celle de Toutankhamon l'avait été par les égyptologues, cinq membres de l'expédition ayant déjà été mystérieusement atteints de léthargie.
Tintin et Milou se rendent au château de Moulinsart où vit le Capitaine Haddock et rencontrent Nestor le majordome. Il dit que le capitaine est actuellement sorti à cheval. Ce dernier revient bientôt, mais sans le cheval. Ils rencontrent également leur vieil ami Tryphon Tournesol. Haddock tente ensuite de montrer à Tintin un tour de magie pour transformer l'eau en whisky, ce qui échoue. Furieux de ne pas pouvoir le faire, il emmène Tintin à la salle de musique pour voir Bruno Le Magicien exécuter le tour.
Ce soir-là, à la salle de musique, Tintin et Haddock assistent à une représentation de la chanteuse D'Opéra Bianca Castafiore, que Milou transforme en duo impromptu. Haddock quitte le show à cause du chant de la Castafiore.  Le numéro suivant est celui de Ragdalam le fakir et de Yamilah la clairvoyante. Après quelques prédictions, Ragdalam demande à Yamilah de lui parler d'une femme dans le public, Mme Clairmont. Elle dit que son mari, Clairmont, est un photographe, et qu'il a été frappé par la malédiction de Rascar Capac. Mme Clairmont doit quitter le spectacle avec sa fille, Fleur, lorsqu'elle reçoit un message l'informant que son mari est effectivement tombé brusquement malade. Le numéro du magicien est lancé, et Haddock tombe sur la scène avec une tête d'une vache sur la sienne, après s'être perdu dans les coulisses en essayant de trouver son chemin.
Tintin, Haddock, Tournesol et Milou vont chez le professeur Hippolyte Bergamotte, seul explorateur n'étant pas encore touché par la malédiction, afin de le prévenir du danger encouru. Cette rencontre étant facilitée par le fait que lui et Tournesol se connaissent depuis leurs études. Les policiers Dupont et Dupond ont aussi été envoyés pour protéger Bergamotte. Ce dernier leur montre la momie de Rascar Capac et Tintin lit la prophétie que l'expédition a trouvée dans la tombe. Une tempête arrive, un éclair en boule descend la cheminée et détruit la momie, ce qui amène Bergamotte à penser que la prophétie est vraie. Il est alors frappé par la malédiction comme les six autres explorateurs.
À l'hôpital, Fleur et sa mère sont assises près du lit de Clairmont. Tintin arrive à la suite de l'attaque de Bergamotte, et Fleur lui demande d'aider son "papa". Tintin dit qu'il le fera, et quitte l'hôpital, tandis que Fleur assure à sa mère que tout ira bien parce que Tintin les aidera. Dans le jardin, Tournesol disparaît mystérieusement après avoir mis un des bracelets de la momie.
Plus tard, à Moulinsart, Haddock est déprimé à cause de la disparition de Tournesol. La Castafiore se présente avec son pianiste Igor et sa camériste Irma affirmant qu'elle va séjourner à Moulinsart quelque temps. Haddock et Tintin parviennent à s'échapper et se dirigent vers les quais, où ils découvrent que Tournesol a été embarqué sur le navire «Pachacamac» qui doit se rendre au Pérou. Ils embarquent dans un avion en partance pour le Pérou. Le rideau se ferme ainsi sur l'acte un.

### Acte 2
Au Pérou, Tintin et Haddock demandent à des passants s'ils ont vu Tournesol, mais ils obtiennent systématiquement la phrase « No sé » (« Je ne sais pas ») pour réponse. Tintin et Milou interviennent pour empêcher deux hommes d'intimider un enfant. L'enfant, Zorrino, révèle qu'il est un orphelin vivant dans les rues. Tintin l'encourage en lui faisant un petit bateau avec du papier journal. Zorrino révèle qu'il sait où se trouve Tournesol. Il a été emmené au Temple du Soleil. Zorrino les conduit vers le Temple du Soleil en tant que guide. Ils rencontrent de nombreux périls sur leur route. Milou est capturé par un condor, ce qui contraint Tintin à monter au sommet d'une falaise pour le récupérer puis à affronter le rapace.
Pendant ce temps, Dupont et Dupond ont trouvé le pendule de Tournesol et tentent de l'utiliser pour le localiser. Ils confondent les indications données par le pendule, et se déplacent au Pôle Nord et rencontrent ou ils rencontrent un autochtone, en Extrême-Orient et en Écosse. Ils se rendent finalement compte que le pendule pointe vers le Pérou, où se trouvent Tintin et Haddock, et partent à leur poursuite.
Tintin, Haddock, Zorrino et Milou atteignent une chute d'eau. Zorrino et Haddock la traversent sans incident, mais alors que Tintin traverse à son tour avec Milou dans son sac à dos, la corde se brise et ils tombent à travers la cascade. Il survit à la chute et Haddock et Zorrino le rejoignent de l'autre côté de la cascade, dans une caverne souterraine. En explorant le fond de la grotte ils font s'effondrer une porte secrète et interrompent par la même une cérémonie incas.
Ils sont emprisonnés et le Grand Inca les condamne à de mourir sur le bûcher pour avoir profané le temple , mais leur accorde une dernière volonté. Ils sont autorisés à choisir le jour et l'heure de leur mort. Zorrino  qui est séparé des autres pendant leur emprisonnement, rend visite à Tintin et Haddock dans leur cellule. Il déplie le petit bateau que Tintin avait fait pour lui. En lisant le journal qui avait servie à faire le bateau Tintin découvre un moyen d'échapper à leur exécution. Il informe le Grand Inca qu'ils choisissent de mourir dans dix-huit jours. Le jour venu, ils sont liés sur le bûcher tandis qu'une cérémonie a lieu. Dupont et Dupond arrivent sur ces entrefaites mais sont également à leur tour capturés et attachés. Alors qu'ils sont sur le point d'être sacrifiés, Tintin s'adresse au soleil. Le ciel s'obscurcit alors que la lune se déplace devant le soleil. Tintin révèle à un Haddock surpris ce qu'il a lu dans le journal : l'éclipse solaire imminente.
Le Grand Inca supplie Tintin de faire que le soleil montre à nouveau sa lumière, ce qu'il le fait. Les Incas les libèrent car ils ont la faveur du Soleil. Tintin demande la levée de la malédiction de Rascar Capac, et en Europe, les membres de l'expédition se réveillent, au grand plaisir de Mme Clairmont et Fleur qui remercient Tintin. De son côté Le Grand Inca adopte Zorrino. Le rideau tombe

## La sortie en vidéo compromise (DVD)
Il était initialement prévu que le spectacle en français qui devait être joué à Paris soit filmé pour sortir en DVD. L'évènement ayant été reporté puis annulé, le DVD le fut aussi.
Seules quelques vidéos amateures que l'on peut visionner sur YouTube ainsi qu'un reportage publicitaire néerlandais existent. Celles-ci nous montrent un aperçu de plusieurs scènes importantes.

## Distribution de la création (néerlandophone)
- Tom van Landuyt : Kuifje (Tintin)
- Henk Poort : Kapitein Haddock (capitaine Haddock)
- Johan Verminnen
- Jacqueline van Quaille : Bianca Castafiore
- Frans van der Aa : Professor Zonnebloem (Professeur Tournesol)
- Guido Naessens : Jansen (Dupont)
- Chris Van den Durpel : Janssen (Dupond)
- Chris de Moor : Grote Inca
- Marc Meersman
- Ernst van Looy : Professor Bergamot (Professeur Bergamotte)
- Zohra et Zihna : Bobbie (Milou)

## Distribution de la création (francophone)
- Fabrice Pillet : Nestor
- Vincent Heden : Tintin
- Frayne McCarthy : Capitaine Haddock
- Franck Vincent : Dupond
- François Langlois : Dupont
- Jacky Druaux : Professeur Tournesol
- Jacqueline van Quaille et France Emond : Bianca Castafiore
- Ernst Van Looy : Professeur Hippolyte Bergamotte
- Loïc Schumacher, Loïc Jennequin : Zorrino
- Charlotte Campion : Fleur
- Pierre-Yves Duchesne : Grand Inca
- Zhora et Zina : Milou
- Alexia Rey, Allison Spalding, Anne Riquel, Audrey Fiorini, Brice Tripard, Catherine Arondel, Cathy Van Der Stappen, Chad, Christophe Borie, Dennis Astorga, Fabrice Deroo, Fabrice Pillet, Gaetan Bruno, Gwenaëlle Deram, Hervé Lewandowski, Isabelle Roeland, Joel Minet, Khémi Ferrey, Nathalie Auvray, Rabah Aliouane, Sylavain Hagège, Sylvain Joulie : Vocalise

## Chansons, scènes et informations
Charleroi Cast
| Acte 1 - La grotte de l'Inca, Pérou – Rascar Capac - La gare – Tintin et Milou - Le château de Moulinsart – Rien dans les manches - Théâtre du variété palace – Ah, je ris (duo pour diva et chien) ; L'hypnose ; Rien dans les manches (reprise) ; Les 7 boules de cristal - La bibliothèque du professeur Bergamotte – La valse des professeurs ; Contrôle total - La clinique – Contaminées ; Tintin, aide nous - Le jardin du professeur Bergamotte – Soleil ; Promenade avec Tournesol - Le château de Moulinsart – Le rossignol milanais ; Tonnerre de Brest - Le port – Tonnerre de Brest (reprise) | Acte 2 - Le marché de Callao, Pérou – No sé ; Contrôle total (reprise) ; L'empire des riches - La loge d'opéra de Bianca / Le voyage – La vie est un opéra ; Milou et moi - La cabine téléphonique – Le pendule - La loge d'opéra de Bianca / La jungle – Feu de joie - La chute d'eau - Le Temple du Soleil – Rascar Capac (reprise) ; Le Temple du Soleil ; Prière de Zorrino - La prison – Adieu au whisky ; Le bateau-journal - Le bûcher – Le bûcher ; Soleil (Finale) |

Paris Cast
| Acte 1 - Rascar Capac — - Tintin et Milou — - Ah, je ris — - Contrôle total — - La victoire du cœur — - Le soleil (solo) — - Mille millions de mille sabords — | Acte 2 - No sé — - L'empire des riches — - Milou et moi — - Feu de joie — - Adieu au whisky — - Soleil (finale) — |

### Documentation
- Bruno Batisse, « O sole... Milou ! », BoDoï, no 66,‎ août-septembre 2003, p. 4-5.
- Nick Rodwell (int. par Bruno Batisse), « “New-York, nous voilà !” », BoDoï, no 66,‎ août-septembre 2003, p. 6.